# Finanzmarktrecht
Das Finanzmarktrecht umfasst die rechtlichen Grundlagen eines Finanzmarktes (z. B. Geldmarkt, Kreditmarkt, Devisenmarkt, Institutionen, Beratung etc.) und die Regelungen bezüglich der Regulierung und Aufsicht dieser Märkte und Einrichtungen.
Finanzmarkt selbst ist ein Oberbegriff für alle Märkte, auf denen ein Handel mit Kapital stattfindet. Das Finanzmarktrecht ist daher der Oberbegriff für die, diese Märkte schaffenden und regulierenden, Rechtsnormen (z. B. Finanzmarktaufsichtrecht, Wertpapierrecht, Devisenrecht, Bankenrecht etc.) und Soft Law (z. B. freiwillige Vereinbarungen zum Schutz der Lauterkeit des Bankensektors). Der Begriff selbst ist jedoch nicht streng abgegrenzt und verändert sich, da es sich beim Finanzmarktrecht um eine typische Querschnittsmaterie handelt und in der Vergangenheit teilweise aufgrund bestimmter (Krisen-)Situationen zur Ad-hoc-Gesetzgebung Anlass gab.

## Ziele
Primäres Ziel des Finanzmarktrechtes ist die Stabilität des nationalen oder gemeinschaftlichen Finanzmarkts. Dies wird insbesondere seit der Finanzkrise ab 2007 durch eine (wieder) verstärkte Regulierung und Überwachung der Finanzmärkte, Verbesserung der Verantwortlichkeit und der Transparenz im Finanzsystem verbunden mit umfangreichen Dokumentations- und Publizitätsverpflichtungen zu erreichen versucht, wobei hierbei vor allem zwingende Normen des Finanzmarktrechtes zur Anwendung gelangen und weniger auf z. B. freiwillige Selbstverpflichtungen (Softlaw) gesetzt wird (siehe USA: Dodd–Frank Act).

## Gliederung
Das Finanzmarktrecht gliedert sich hauptsächlich in Regelungen:
- zu Banken und Kreditinstituten, Versicherungen und Pensions-, Investmentfonds etc.;
- zu den Börsen;
- zu Wertpapierunternehmen und Wertpapierdienstleistungen, Anlageberatung;
- zu Ratingagenturen (ECAI);
- zur Kapitaladäquanz zur Angemessenheit der Eigenkapitalausstattung einer Finanzmarkteinrichtung;
- zum Zahlungsverkehr;
- zu den verschiedenen Finanzinstrumenten (z. B. Aktien, Anleihen, Rohstoffe, Fonds, Derivate, Energiehandel etc.);
- zu den Sorgfaltspflichten (Compliance) und zur Bekämpfung von Geldwäsche und Terrorismusfinanzierung;
- zur Verhinderung von Marktmissbrauch;
- zur Schaffung von Transparenz;
- zu Regelung der Prospektgestaltung und -publikation;
- zur Marktinfrastruktur;
- zum Fernabsatz und Verbraucherschutz;
- zum Anlegerschutz und -entschädigung;
- zu Konglomeraten;
- zur Finanzmarktaufsicht in nationalen und gemeinschaftlichen Bereichen.

Das nationale Finanzmarktrecht in den Unionsmitgliedstaaten der Europäischen Union ist maßgeblich durch die gemeinschaftsrechtlichen Vorgaben geprägt.

## Finanzmarktrecht der Europäischen Union
Das Finanzmarktrecht der Europäischen Union umfasst primärrechtliche Bestimmungen in den Verträgen und z. B. folgende darauf aufbauende sekundärrechtlichen Rechtsakte (alphabetische Sortierung, Beispiele):
- AIFM-Richtlinie und AIFM-Verordnung
- Anlegerentschädigungs-Richtlinie
- Auftraggeberdaten-Verordnung
- Banken-Liquidations-Richtlinie
- Definitionen-Richtlinie MLD²
- Derivate-Verordnung samt Durchführungsmaßnahmen
- EBA-VO
- E-Geld-Richtlinie
- Einlagensicherungsrichtlinie
- EIOPA-VO
- Emittenten-Richtlinie (TD-RL²)
- ESMA-VO
- ESRB-VO
- ESRB-EZB-VO
- EU-FMA
- Fern-Finanz-Richtlinie
- Finalitäts-Richtlinie (SFD)
- Finanzmarktrichtlinie und Durchführungsmaßnahmen
- Finanzsicherheiten-Richtlinie (FCD)
- Geldwäsche-Richtlinie (MLD)
- Kapitaladäquanzrichtlinie (CAD)
- KFZ-Haftpflicht-Versicherungsrichtlinie
- Marktmissbrauchsverordnung
- Notierungsrichtlinie
- OGAW-Richtlinie und OGAW-Verordnung
- Pensionsfonds-Richtlinie
- Prospektrichtlinie (PD) samt Durchführungsmaßnahmen
- Rating-Agenturen-Verordnung samt Durchführungsmaßnahmen
- REMIT-Verordnung
- SEPA-Verordnung
- Short-Selling-Verordnung samt Durchführungsmaßnahmen
- Transparenzrichtlinie (TD)
- Treibhausgas-Verordnung
- Versicherungsvermittler-Richtlinie
- Überweisungsverordnung
- Zahlungsdiensterichtlinie (PSD)

Daneben existieren zahlreiche weitere Vorgaben der Einrichtungen der Europäischen Union (z. B. der Europäischen Kommission oder der EZB).

## Abgrenzung
- Finanzrecht ist ein Rechtszweig des öffentlichen Rechts. Finanzmarktrecht hingegen umfasst im Wesentlichen die Regelungen, die sich auf die Handlungen der privaten Akteure auf den Finanzmärkten beziehen.
- Finanzdienstleistungen (teilweise identisch mit Finanzindustrie) sind die Leistungen, welche die privaten Akteure im Rahmen des Finanzmarktrechtes erbringen.
- Das Kapitalmarktrecht überschneidet sich thematisch teilweise sehr weitgehend mit dem Finanzmarktrecht.  Das Kapitalmarktrecht ist ebenfalls eine gebietsübergreifende Disziplin, steht aber mit den Rechtsgebieten wie Aktienrecht, Wertpapierrecht und Börsenrecht in einem (engen) Zusammenhang, umfasst diese aber nicht (wie das Finanzmarktrecht).[2]